# Ligne Barcelone - Vallès
La ligne Barcelone - Vallès est une ligne de chemin de fer espagnole appartenant aux Chemins de fer de la généralité de Catalogne (FGC) qui relie la ville de Barcelone à la comarque du Vallès Occidental.
Elle débute à la gare de Barcelone-Plaça de Catalunya et se termine à quatre endroits différents : les stations d'Avinguda Tibidabo et Reina Elisenda à Barcelone, la gare de Terrassa Nacions Unides et la gare de Sabadell Parc del Nord.
La ligne est entièrement électrifiée, à écartement normal et double voies. Elle permet d'assurer les services de trois des douze lignes du métro de Barcelone et de cinq lignes de train de banlieue.

## Historique
La ligne ouvre en 1863 entre Barcelone-Plaça de Catalunya et Sarrià, en passant par Gràcia et Sant Gervasi. Elle est servie par des trains à vapeur circulant sur une voie à écartement ibérique. Elle est électrifiée en 1905, à l'occasion d'un réaménagement qui la fait passer à l'écartement normal.
Par la suite, la ligne est régulièrement prolongée tandis que certains tronçons barcelonais sont enterrés. La dernière extension est inaugurée en 2015 à Terrassa.
En 1996, le « métro du Vallès » entre en service : il garantit le passage d'un train toutes les 12 min à l'heure de pointe entre Barcelone-Plaça de Catalunya et les terminus extrêmes de Sabadell et Terrassa. À cette occasion, les lignes métropolitaines, jusqu'à Reina Elisenda et Avinguda Tibidabo, sont numérotées U6 et U7, puis deviennent en 2003 les lignes L6 et L7 pour respecter la nomenclature du métro de Barcelone,. La ligne L12 entre Sarrià et Reina Elisenda est ouverte le 12 septembre 2016, après que les travaux de mise en accessibilité de Sarrià ont conduit à la disparition d'un quai voyageurs, empêchant la L6 de poursuivre son trajet jusqu'à Reina Elisenda avec le cadencement initial.
À l'occasion de la mise en service d'une quinzaine de nouveaux trains le 9 décembre 2022, l'exploitation de la ligne est réorganisée et simplifiée : les lignes S5, S6 et S7 sont supprimées au profit des seules lignes S1 et S2, dont la fréquence de passage en heure de pointe est augmentée à 5 min aux terminus de Sabadell et Terrassa, soit un convoi toutes les 2 min 30 s sur le tronçon conjoint entre Barcelone et Sant Cugat del Vallès, ce qui garantit un service équivalent à celui d'un métro. À cette occasion, les trains de la S1 et de la S2 reprennent la desserte de trois stations jusqu'ici uniquement assurée par ceux de la S5, S6 et S7 : Sant Gervasi, La Bonanova et Les Tres Torres.

## Caractéristiques
La ligne parcourt au total 51,36 km, à double voie sur l'intégralité du tracé, et compte 34 stations. Elle est entièrement électrifiée sur un courant continu de 1 500 V. Ses rails sont à écartement normal. Elle permet d'assurer les services de trois des douze lignes du métro de Barcelone et de cinq lignes de train de banlieue.
Elle est surnommée le métro du Vallès (Metro del Vallès).

### Services ferroviaires
| Service            | Début              | Fin                                          | Distance           |
| Métro de Barcelone | Métro de Barcelone | Métro de Barcelone                           | Métro de Barcelone |
| ------------------ | ------------------ | -------------------------------------------- | ------------------ |
|                    | Plaça de Catalunya | Sarrià                                       | 4,61 km            |
|                    | Plaça de Catalunya | Avinguda Tibidabo                            | 3,91 km            |
|                    | Sarrià             | Reina Elisenda                               | 0,58 km            |
| Trains de banlieue |                    |                                              |                    |
|                    | Plaça de Catalunya | Terrassa Nacions Unides                      | 33,2 km            |
|                    | Plaça de Catalunya | Sabadell Parc del Nord                       | 33,0 km            |
| Services supprimés |                    |                                              |                    |
|                    | Plaça de Catalunya | Sant Cugat                                   | 15,3 km            |
|                    | Plaça de Catalunya | Universitat Autònoma (Cerdanyola del Vallès) | 21,0 km            |
|                    | Plaça de Catalunya | Rubí                                         | 18,6 km            |

## Exploitation

### Matériel roulant
La ligne est servie par les rames de série 112, 113, 114 et 115 des FGC.

Rames
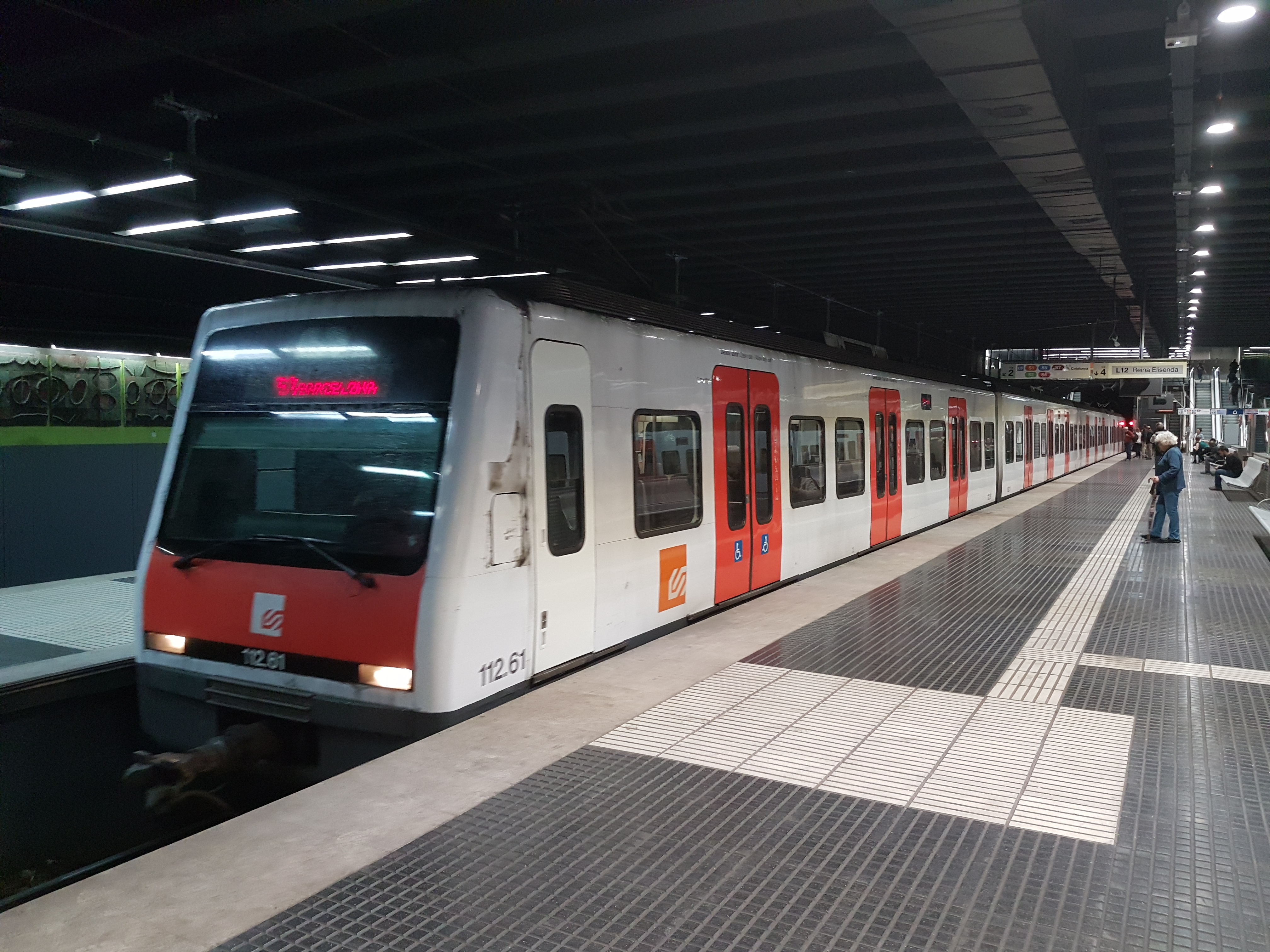
Série 112 à quai à Sarrià.
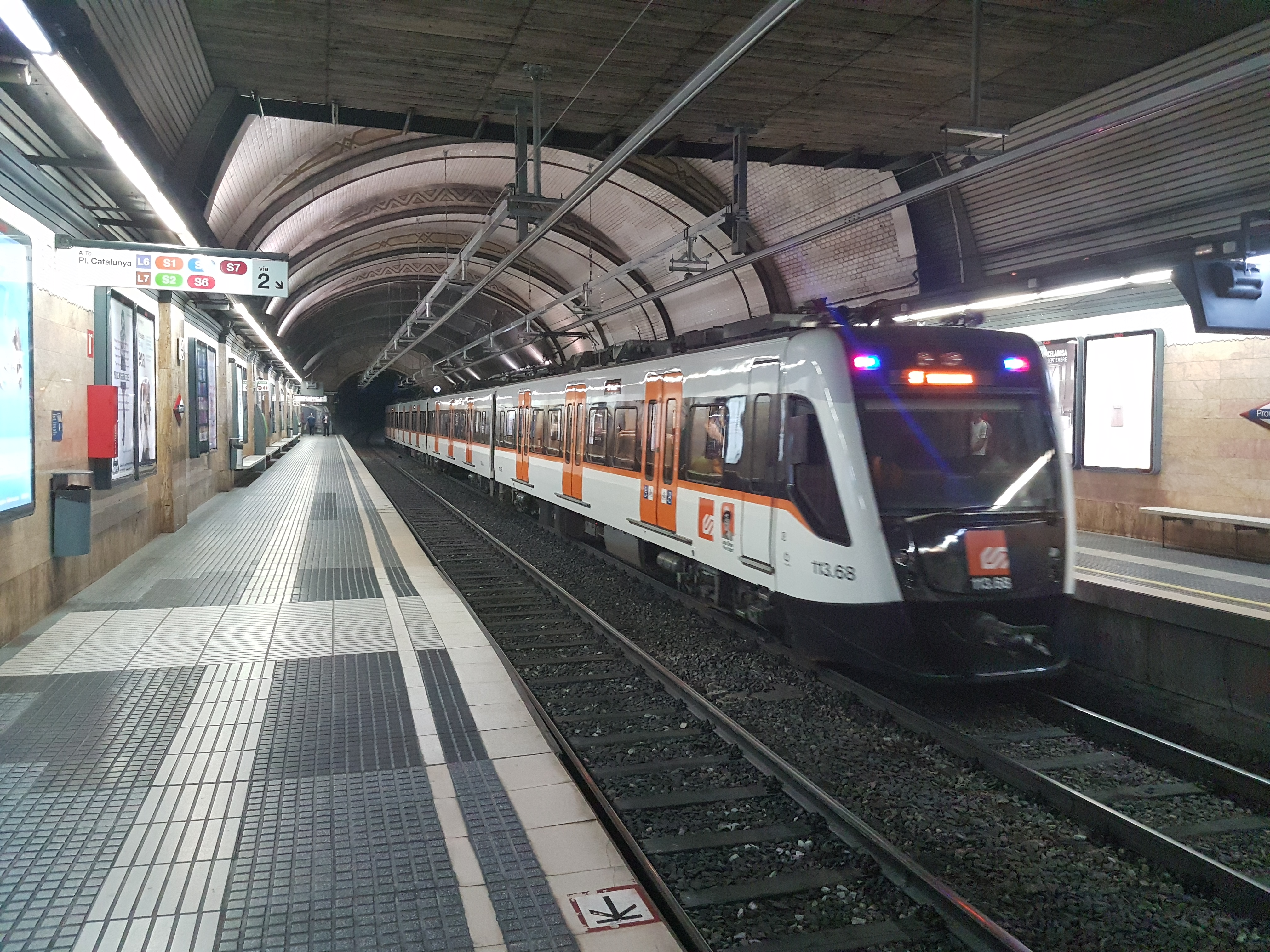
Série 113 à quai à Provença.
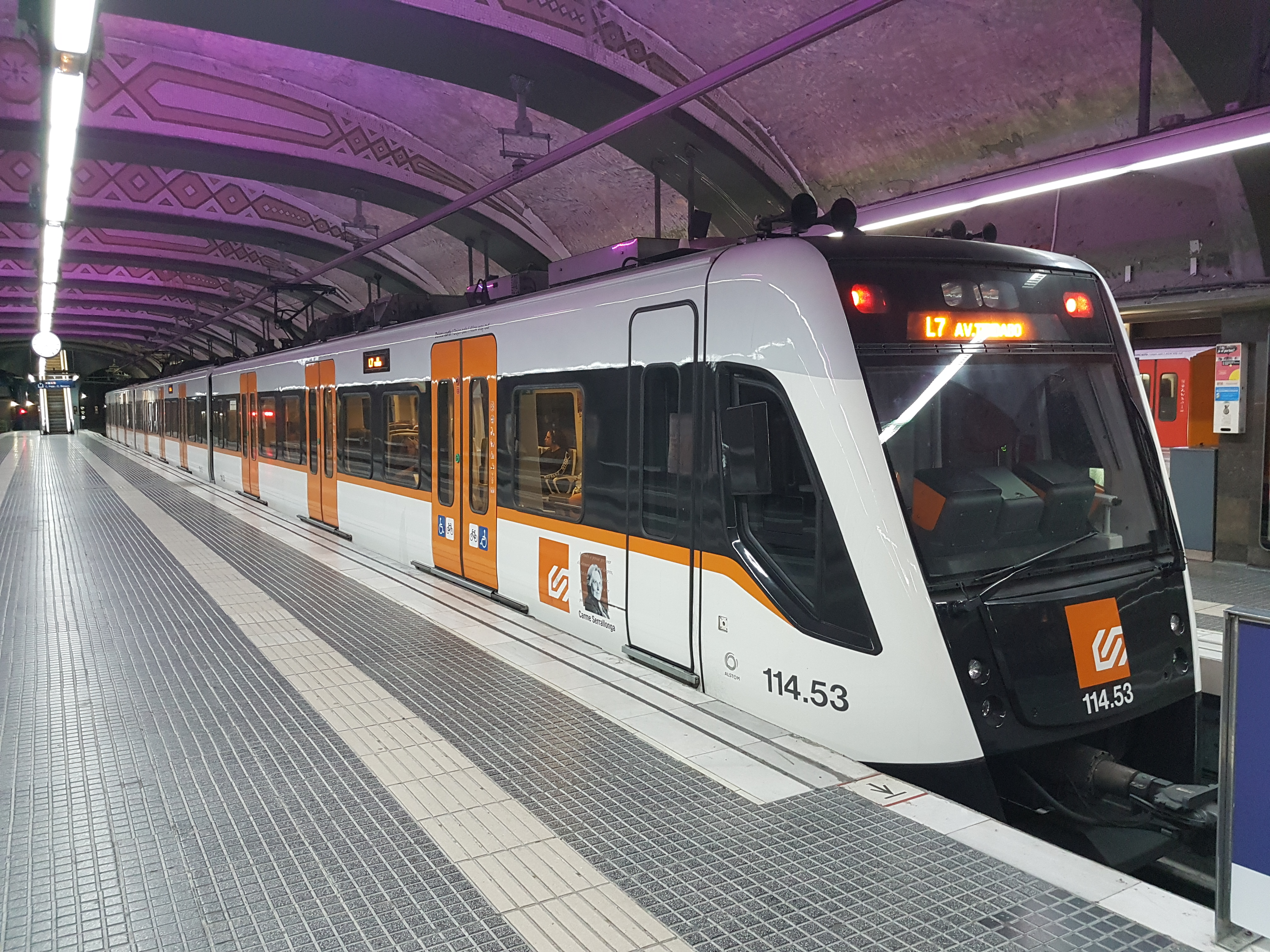
Série 114 à quai à Plaça de Catalunya.
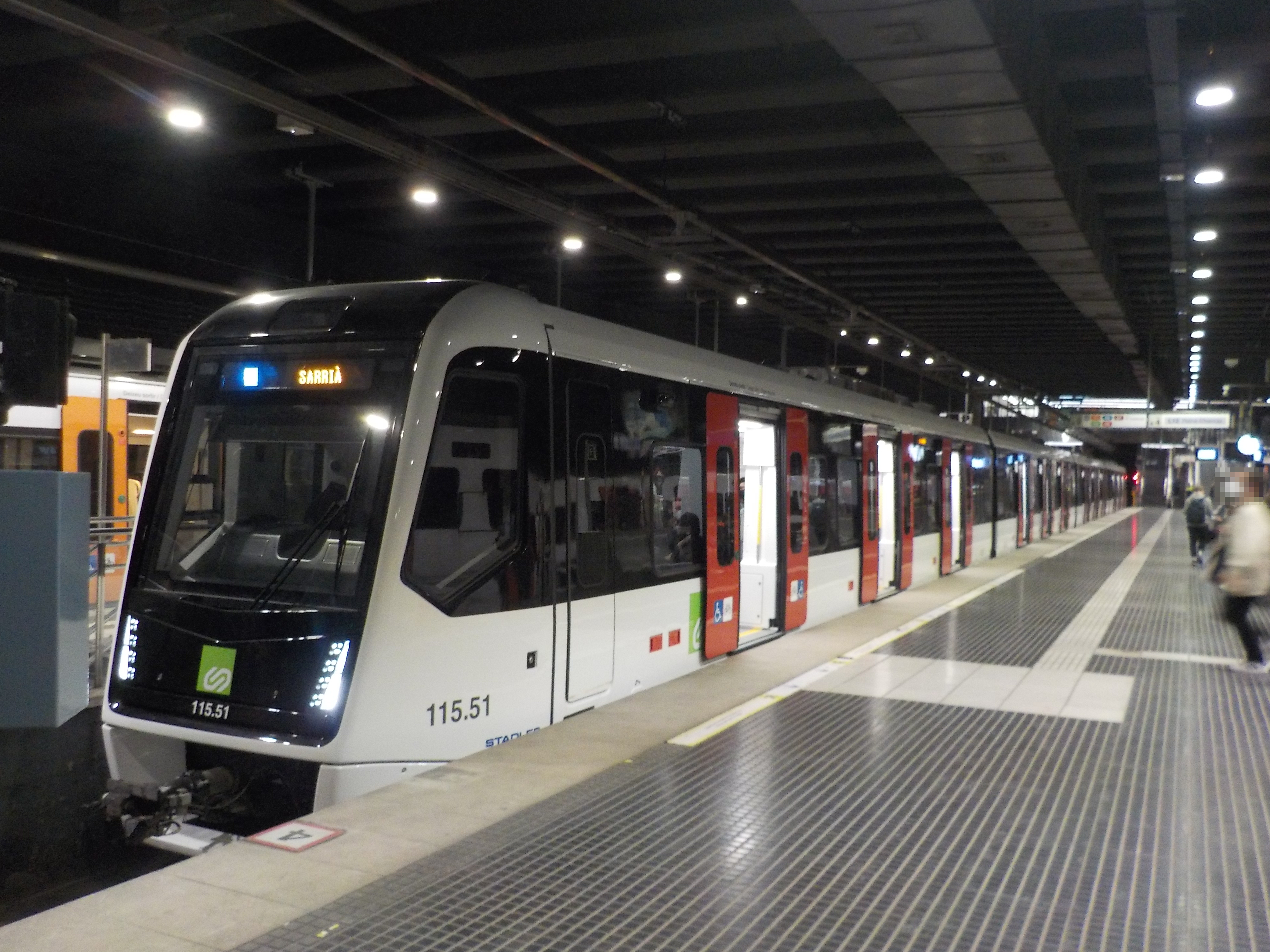
Série 115 à quai à Sarrià.

## Projets
Le plan directeur des infrastructures (PDI) 2021-2030 prévoit : 
- la prolongation de la ligne 12 du métro de Barcelone à partir de Reina Elisenda jusqu'à la future station de Finestrelles, où elle sera en correspondance avec la ligne 3 prolongée, en passant par deux stations à construire, Pedralbes et Eulalia d’Anzizu ;
- la rédaction du projet de construction du nouveau tunnel ferroviaire entre la région du Vallès et Barcelone.